# Air Atlantis
Air Atlantis est une ancienne compagnie aérienne charter basée au Portugal qui a cessé ses opérations le 30 avril 1993.

## Historique de la compagnie
Air Atlantis est une compagnie charter entièrement détenue par TAP Portugal et qui commence ses opérations en mai 1985 avec un Boeing 707 et un 737-200. En 1986, le Boeing 737 est remplacé par deux 727-100 et le 707 par trois 727-200, qui sont les premiers appareils peints avec la nouvelle livrée de la compagnie.
Les 727 sont remplacés par des 737-200 et des 737-300 neufs loués à partir de 1988. En 1993, TAP Portugal décide de restructurer ses opérations et Air Atlantis est dissoute à la fin d'avril 1993.

## Flotte

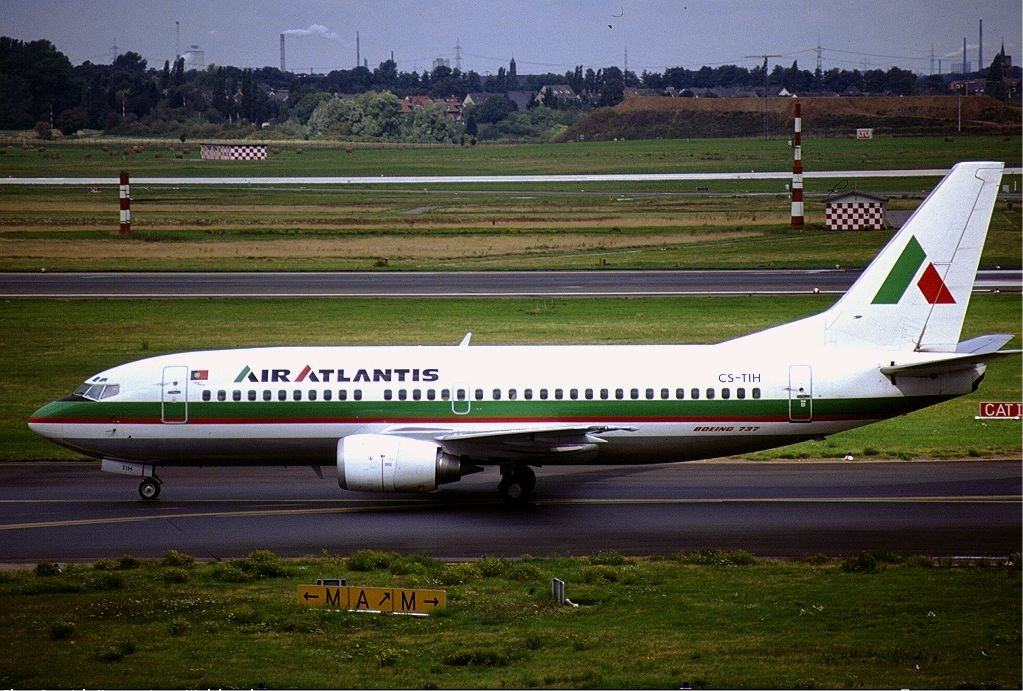
Un Boeing 737-300 d'Air Atlantis.

- Boeing 707-320B
- Boeing 727-100
- Boeing 727-200
- Boeing 737-200
- Boeing 737-300